# (33510) 1999 GM31
1999 GM31 (asteroide 33510) é um asteroide da cintura principal. Possui uma excentricidade de 0.11472060 e uma inclinação de 2.60860º.
Este asteroide foi descoberto no dia 7 de abril de 1999 por LINEAR em Socorro.